# Ville Tiihonen
Ville Tiihonen (* 23. Februar 1974 in Helsinki) ist ein finnischer Schauspieler.

## Leben
Ville Tiihonen ist der Sohn des Poeten Ilpo Tiihonen. Er schloss ein Studium in Graphikdesign an der Aalto-Universität und ein Schauspielstudium an der Theaterakademie Helsinki ab.
Vor der Kamera debütierte Tiihonen 1983 als Kinderdarsteller für drei Folgen in der Fernsehserie Hamsterit. Seine eigentliche Filmkarriere begann allerdings erst 2007, nachdem er vereinzelt in Kurzfilmen und Fernsehserien zu sehen war, mit den beiden Kinofilmen Katve und Pietà. Seitdem wirkte er in fast 50 Film- und Fernsehproduktionen mit und war in den letzten Jahren neben Kinofilmen wie Heavy Trip und Grump insbesondere in international ausgestrahlten Fernsehserien wie Black Widows – Rache auf Finnisch, Deadwind und Nurses zu sehen.
Tiihonen ist mit der Schauspielerin Kreeta Salminen verheiratet. Sein Schwager ist der Schauspieler Kristo und sein Schwiegervater Esko Salminen.

## Filmografie
- 1983: Hamsterit (Fernsehserie, drei Folgen)
- 2007: Katve
- 2007: Pietà
- 2014–2016: Black Widows – Rache auf Finnisch (Mustat lesket, Fernsehserie, 24 Folgen)
- 2018–2021: Deadwind (Karppi, Fernsehserie, zwei Folgen)
- 2018: Heavy Trip (Hevi reissu)
- 2020: Nurses (Syke, Fernsehserie, eine Folge)
- 2022: Grump (Mielensäpahoittaja Eskorttia etsimässä)